# Janáček-muziekacademie
De Janáčekacademie voor Musicale Kunsten in Brno (Tsjechisch: Janáčkova akademie múzických umění v Brně: JAMU) is een van de twee academies in Tsjechië waar men op universitair niveau muziek en toneelkunst kan studeren. De academie werd op 12 september 1947 te Brno opgericht en is genoemd naar de componist Leoš Janáček.

## Geschiedenis
In 1881 bestond er in Brno een orgelschool die als voorganger van de Janáček-academie kan worden beschouwd.
In 1885 werd op initiatief van Leoš Janáček een stichting ingesteld die een Hogeschool voor muziek zou oprichten. In 1947 werd een wetenschappelijke staf samengesteld, bestaande uit František Kudláček, Ludvík Kundera, Jaroslav Kvapil, František Michálek, Vilém Petrželka, František Schäfer, Bohumil Soběský en Václav Kaprál. De opleiding kon daarmee van start gaan.
Als gevolg van de Praagse Lente maakte de opleiding een snelle groei door, die echter in de jaren zeventig en tachtig weer verloren ging als gevolg van de communistische "normalisatie". Pas na de Fluwelen Revolutie in 1989 kon de opleiding zich verder ontwikkelen. Een aantal docenten die in de voorgaande jaren niet in staat waren om lessen te geven keerden terug naar de academie en er werden ook nieuwe jonge docenten aangesteld.
Het instituut kon vanaf 1989 ook buitenlandse contacten onderhouden, en de academie kreeg grote bekendheid. De benoeming van enkele belangrijke personen tot eredoctor, zoals de in Brno geboren pianist Rudolf Firkušný, de dichters Ludvík Kundera en Jiří Suchý en de dichter, intellectueel en staatshoofd Václav Havel, speelde daarbij een rol.
Tegenwoordig heeft de academie meer dan 500 studenten aan de twee faculteiten. De academie is gehuisvest in verschillende gebouwen verspreid over de hele stad Brno.